# Parque nacional Kouchibouguac
El parque nacional Kouchibouguac es un parque nacional de Canadá ubicado en la costa este de la provincia de Nuevo Brunswick, al norte de la ciudad de Richibucto. El parque fue fundado en 1969 y tiene un área de 239 km². El parque incluye una barrera de islas, dunas, lagunas, marismas y los bosques.

## Fauna
Proporciona el hábitat para las aves marinas y la segunda colonia más grande de la golondrina de mar en América del Norte. Colonias de focas grises también habitan en el parque de 25 kilómetros de dunas de arena.

## Actividades
Las actividades recreativas que incluyen el parque son:
- la natación
- el ciclismo
- el senderismo

En noticias recientes, el parque ha informado de avistamientos de marta el pescador de la zona, por lo que es uno de los pocos lugares en Nuevo Brunswick que tienen popularidad los pescadores, una cosa que atrae a los turistas son las actividades. Kouchibouguac tiene muchas actividades que van desde una aventura en un río en canoa para ir viendo a un sello muy interesante.

## Ríos y playas

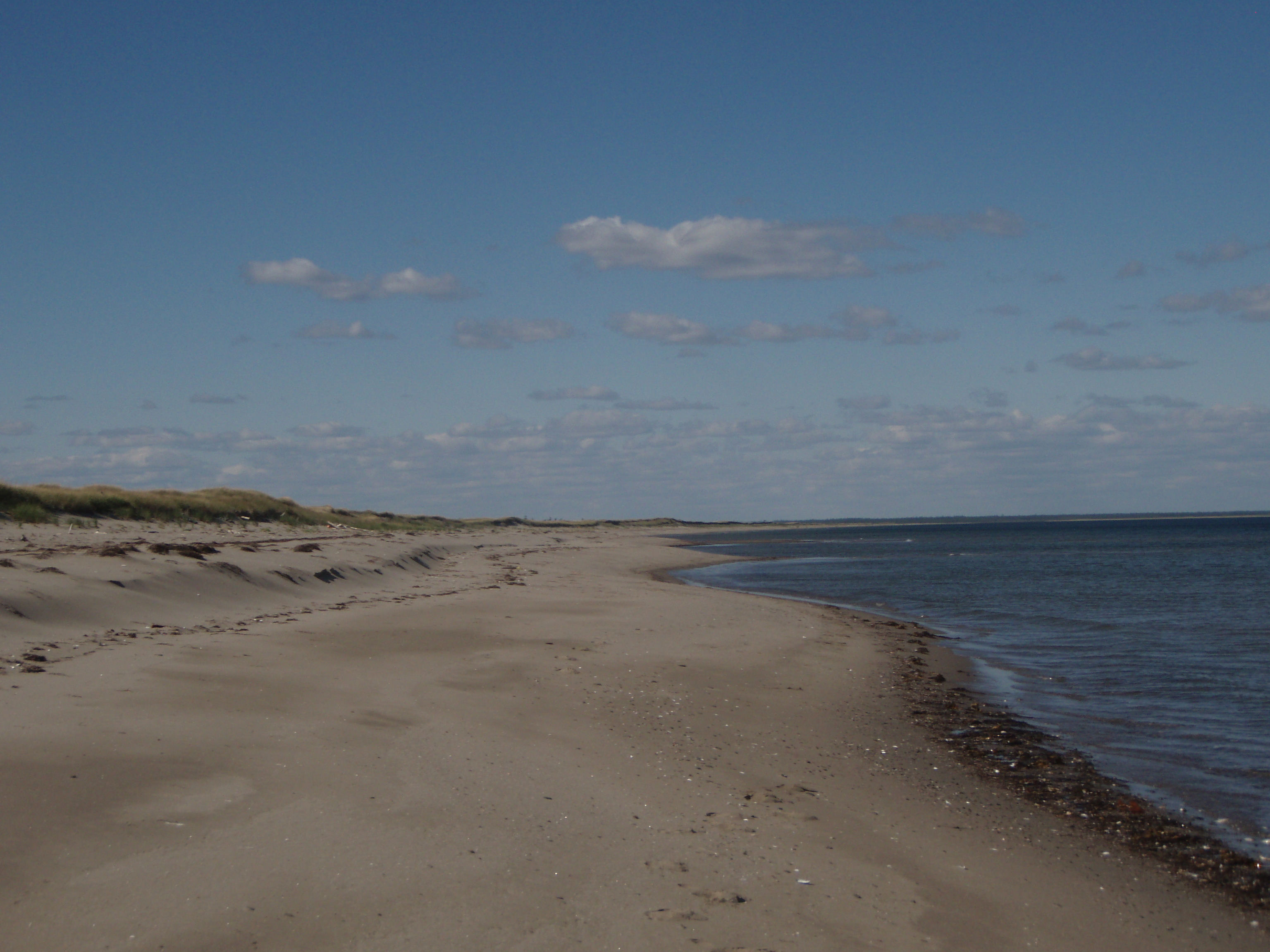
Playa del parque

La Playa Kellys es una duna de arena muy larga, es una popular atracción junto con una serie de pantanos, una pista de madera, ocho rutas de senderismo, una red de senderos para practicar ciclismo, dos campamentos y canoa y bote de lanzamiento.
El parque debe su nombre por un río que atraviesa el parque el Río Kouchibouguac. El nombre del río significa río de grandes mareas.
Otros ríos que fluyen a través del parque son: 
- Río Negro
- Río Kouchibouguacis
- Río San Luis